# Ellersleben
Ellersleben est une ancienne commune allemande de l'arrondissement de Sömmerda, Land de Thuringe.

## Géographie
Ellersleben se situe à l'est du bassin de Thuringe.
| Großneuhausen  | Olbersleben  |                 |
| Kleinneuhausen | Ellersleben  | Guthmannshausen |
| Kleinbrembach  | Großbrembach |                 |

La gare d'Olbersleben-Ellersleben se trouve sur la ligne de Straußfurt à Großheringen.

## Histoire
Ellersleben, dont le nom vient de "aulne", est mentionné pour la première fois en 1209 sous le nom de "Elrichsleiben", quand un ministériel de Volcold, l'abbé d'Hersfeld, achète du terrain à Ellersleben pour l'abbaye de Heusdorf, près d'Apolda.
En 1505, Hans von Werthern acquiert des Stolberg les droits judiciaires sur Ellersleben.
Pendant la Seconde Guerre mondiale, trente prisonniers de guerre français, logés dans l'auberge du village et vingt hommes et femmes de Pologne, de Russie et d'Ukraine sont contraints à des travaux agricoles.

## Source de la traduction
- (de) Cet article est partiellement ou en totalité issu de l’article de Wikipédia en allemand intitulé « Ellersleben » (voir la liste des auteurs).